# Hulitu (sockenhuvudort i Kina, Jilin Sheng, lat 45,95, long 121,87)
Hulitu (kinesiska: 胡力吐, 胡力吐蒙古族乡) är en sockenhuvudort i Kina. Den ligger i provinsen Jilin, i den nordöstra delen av landet, omkring 350 kilometer nordväst om provinshuvudstaden Changchun. Antalet invånare är 7 552. Befolkningen består av 3 690 kvinnor och 3 862 män. Barn under 15 år utgör 15,0 %, vuxna 15-64 år 76 %, och äldre över 65 år 7,0 %.
Runt Hulitu är det ganska tätbefolkat, med 80 invånare per kvadratkilometer. Närmaste större samhälle är Dabagou, 13,8 km norr om Hulitu. Trakten runt Hulitu består i huvudsak av gräsmarker.
Genomsnittlig årsnederbörd är 609 millimeter. Den regnigaste månaden är juli, med i genomsnitt 197 mm nederbörd, och den torraste är januari, med 4 mm nederbörd.